# Voiture UIC-X

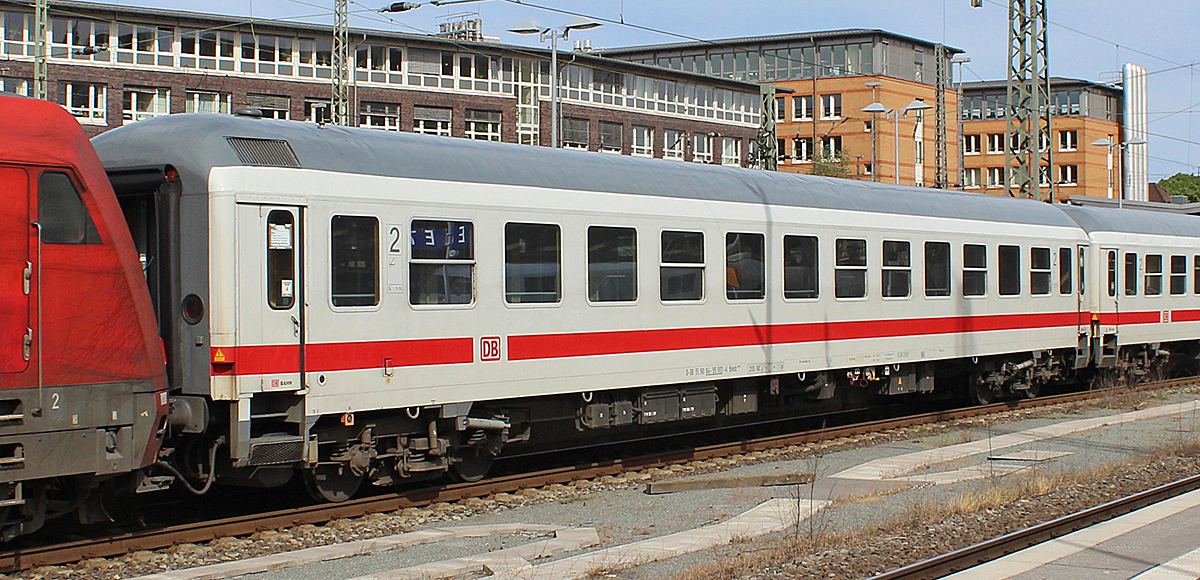
Voiture UIC type X de la DB.

Les voitures type X ou UIC-X sont un type de voitures de chemin de fer qui a été standardisé par l'Union Internationale des Chemins de fer.
Les types X et Y ont été définis en 1961 dans le bulletin 567 de l'UIC, suivis par l'actuel type Z. Cette standardisation permet l'utilisation de matériel de différents réseaux dans les trains internationaux. Une des innovations confortées par ces standards a été l'utilisation de bourrelets en caoutchouc à la place des soufflets d'intercirculation.

## Le type X
Le  type X de l'UIC se base sur des voitures d'express développées après la Seconde Guerre mondiale par la Deutsche Bundesbahn (DB). Ces voitures étaient longues pour l'époque, avec une longueur hors tampons de 26.40 m toujours en vigueur sur le type Z actuel.
Les voitures possédaient des portes d'accès battantes puis pliantes (1960) aux quatre extrémités de caisse. Elles étaient aménagées en compartiments desservis par un couloir latéral :
- 10 compartiments avec 6 fauteuils en première classe,
- 12 compartiments avec 6 fauteuils en deuxième classe,
- 5 compartiments de première classe et 6 compartiments de 2e classe pour les voitures mixtes.

Les voitures allemandes et italiennes étaient typiques avec leur toit lisse arrondi aux extrémités. 
Les voitures suisses avaient une allure bien différente avec leur toit raidi, aux extrémités légèrement biseautées. Conformément à l'usage local, les fenêtres des toilettes descendent moins bas que les autres.
Les voitures-couchettes Bcmz 50-70 / 59-80 (10 compartiments) et 59-70 (9 compartiments) des ÖBB sont dérivées des voitures suisses.

## Caractéristiques
| tare :             | de 35 à 40 | t    |
| longueur :         | 26,40      | m    |
| largeur :          | 2,825      | m    |
| hauteur :          | 4,05       | m    |
| Empattement :      | 19,00      | m    |
| Vitesse maximale : | 140 à 200  | km/h |

## Séries

### Voitures allemandes

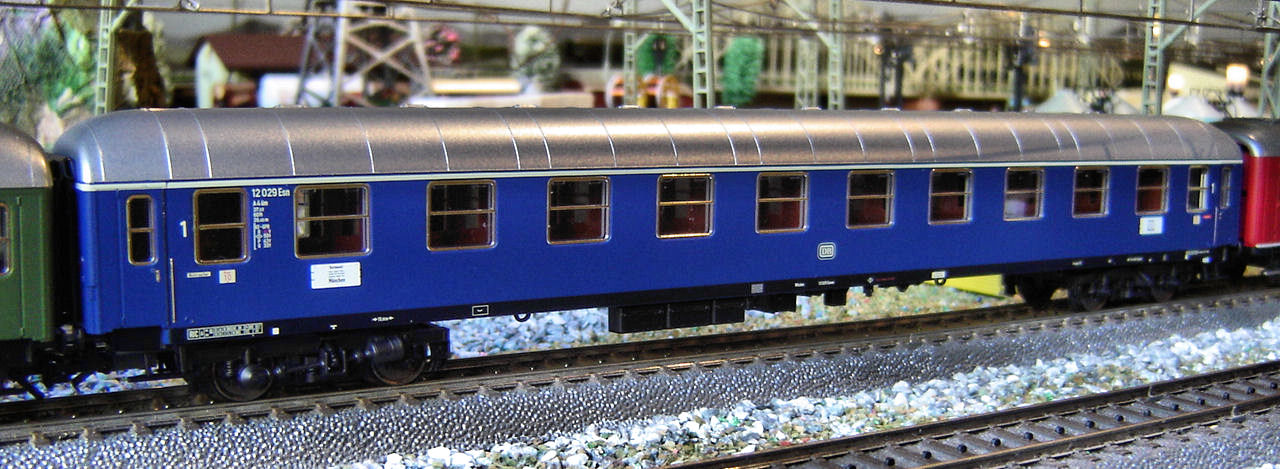
Modèle réduit Märklin de voiture Am de la DB avec 10 compartiments de 1e classe ; livrée bleue époque III.

Le matériel construit avant 1961 pour la DB, alors que le standard UIC-X n’existait pas encore, a été rétrospectivement désigné UIC-X.
On dénombre selon les séries :
- première série à portes battantes et fenêtres de 1 m en 2e classe :
  - 199 Am202 (1954),
  - 357 ABm223,
  - 1 225 Bm232 (1955),
  - 88+260 Bcm251/241 (1953/4),
  - 16+18+25 Bcm252/242/254 (ex Bcm251/241 [Note 1], 1960)
  - 20+118 BDms271/272 [Note 2] (1958/9),

- deuxième série, à portes pliantes :
  - 164 Am203 (1963), 55 ABm224 (1961), 97 Bm233 (1962), et 163 BDms273 (1964),
- troisième série, à portes pliantes et fenêtres de 1.20 m en 2e classe,
  - 302 ABm225, 1 848 Bm234/235 (1963) et 20+467 Bcm253/243 [Note 3] (11 compartiments couchettes, 1958/62).

Il y eut aussi des voitures-restaurant : 16 ARm216 et 50+3 BRbumh282/283. Elles connurent peu de succès et 5 BRbumh282 deviendront en 1971 des BRbumh285 « Snack Bar ».
De 1966 à 1969, 118 voitures-couchettes Bcm251/241 ont été reconstruites en Bm239 à places assises. En 1970, 13 autres Bcm251/241 ont été reconstruites en Bocmh244 selon le schéma des Bcm243 à 11 compartiments. 29 Bcm247 spécialisées aux trains de camions suivront.
À partir de 1980, 140 Bcm243 ont été reconstruites en Bcmh246 climatisées. Elles seront modernisées en Bvcmz248 dans les années 1990. En 1981, 32 BDms272 sont modernisées en BDms278. En 1982, 3 Am202 deviennent des Am208 puis en 1984, 68 ABm223 sont modernisées en ABm228.
En 1988 apparaissent les voitures InterRegio (IR) :
- 155 Aim260 à partir d'ABm203 et d'ABm225
- 155 ARkimbz « BistroCafé » à partir d'ABm225
- 563 Bim263/264 à partir de Bm234/235.

Les voitures-lits de type U sont également rattachées au type UIC-X :
- 10 WLABm173 (1954) à 12 compartiments et offrant jusqu'à 36 places
- 77 WLABm174 (1959) à 11 compartiments et offrant jusqu'à 33 places.
- 75 WLABmh175 (1967) à portes pliantes Mielich et aptes à 160 km/h.

#### Compagnies privées
Dès les années 1970 à 1990, plusieurs firmes privées spécialisées dans les trains-charter rachètent des voitures UIC-X à la DB et aux administrations militaires. Il s'agit généralement de voitures-couchettes ou de véhicules transformés en bars et restaurants.
La compagnie Locomore (en) fondée par financement participatif a acquis huit voitures ICK ex-Nederlandse Spoorwegen qui ont été transformées en trois variantes :
- Bmz 1 avec sept compartiments conservés et cinq remplacés par une salle à couloir central ;
- Bmz 2 (ex-BD multiservices) avec trois compartiments ordinaire, une salle de jeux pour enfants, une salle PMR et un espace polyvalent ;
- Bmz 3 conservant leur aménagement d'origine avec douze compartiments.

Six Bimz louées à Heros Rail conservaient leur aménagement et leurs livrées précédentes. Après la faillite de Locomore, les Bmz ont roulé pour leur repreneur Flixtrain. Le privé Gepard Express en utilise en 2022, huit sont envoyées en Suéde en 2023.
Flixtrain, créé au départ pour reprendre la concession de Locomore, a loué auprès de plusieurs firmes des UIC-X (Bimz ou couchettes, utilisées en configuration places assises) utilisées en panachage avec des voitures UIC-Z ex-DR.
Désireuse d'harmoniser sa flotte et ses contrats de locations, Flixtrain passe un contrat avec le constructeur Tablot pour la fourniture en leasing de 135 voitures entièrement reconstruites par leurs soins, aménagées en configuration haute-densité à couloir central et rachetées à divers loueurs et à la DB. Les types suivants sont en service :
- Bmmz264, ex Bimz : 100 places et deux toilettes ;
- Bmmdz268, ex Bimdz : 100 places, une toilette et un espace vélos ou poussette ;
- Bmmbz138 et 266, ex-ARkimbz pour trains de jour ou de nuit dont le restaurant est supprimé : voitures multiservices avec espace PMR, 68 sièges et un compartiment de service.

### Voitures suisses

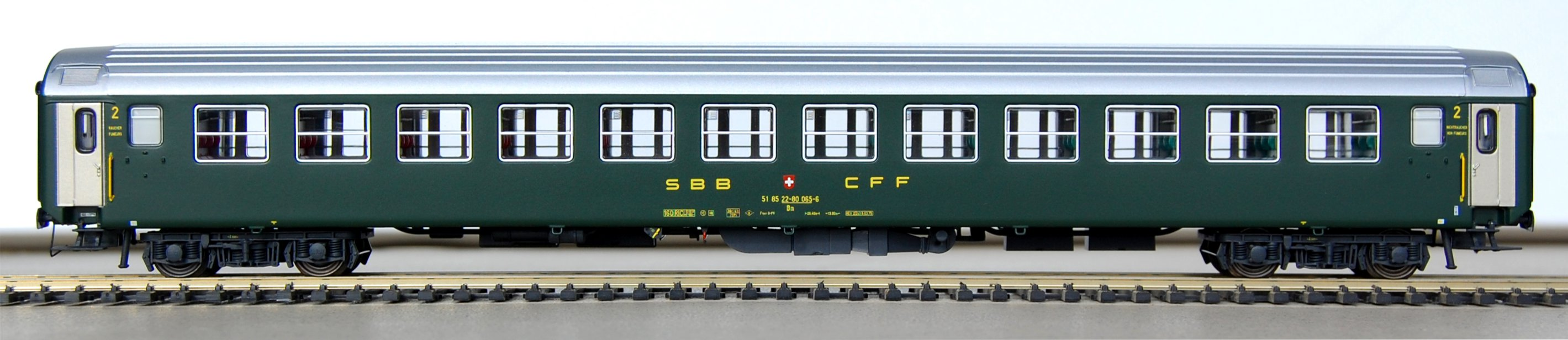
Voiture Bm d'origine à 12 compartiments de 2e classe.

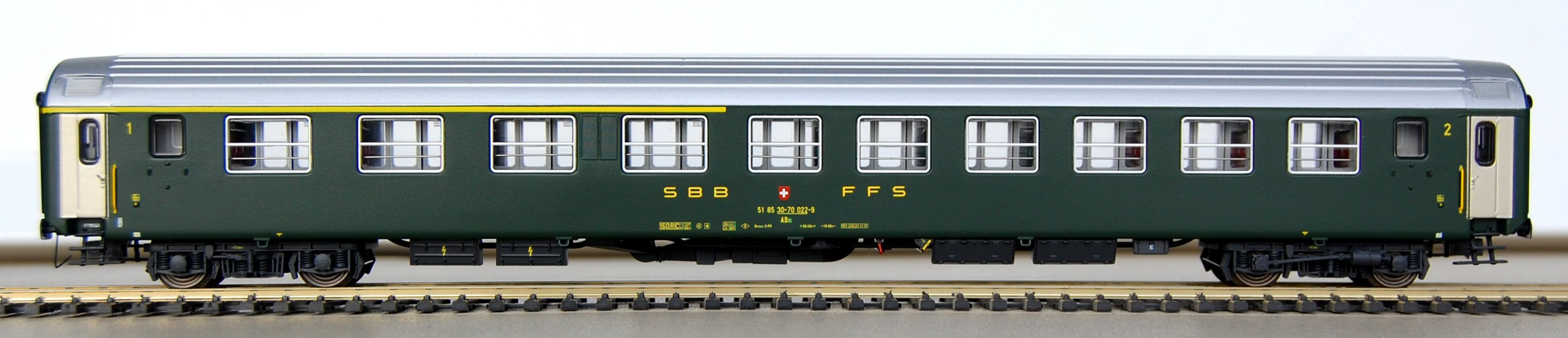
Voiture ABm dérivée des UIC-X mais à 10 compartiments au lieu des 11 attendus.

Les voitures UIC-X suisses sont montées sur bogies Schlieren aptes aux 160 km/h. Leur tare varie de 35 à 37 t. 
Les CFF ont acquis 2 séries de voitures UIC-X ou dérivées :
- 1re série conforme au type :
  - 100 Bm 51 85 22-70 000 à 099 à 12 compartiments (1966 et 1968)
- 2e série, dérivée du type :
  - 40 Am 51 85 19-70 000–039 à 9 compartiments (1969)
  - 20 ABm 51 85 30-70 000–039 à 10 compartiments (1971)
  - 220 Bm 51 85 21-70 000 à 219 à 11 compartiments (1972)

soit un total de 320 voitures de 2e classe.
S'ajoutent à cette liste :
- les 50 voitures-couchettes Bcm 51 85 50-70 numérotées 000 à 049, construites en 1964 (000-019) puis en 1970-1972 (020-049) ;
- les 10 voitures-restaurant WRm 51 85 88-30 numérotées 000 à 009, construites en 1967 par Waggon- und Maschinenbau GmbH Donauwörth ;
- les 20 fourgons Dms 51 85 92-70 000–019, de 1977.

### Voitures autrichiennes

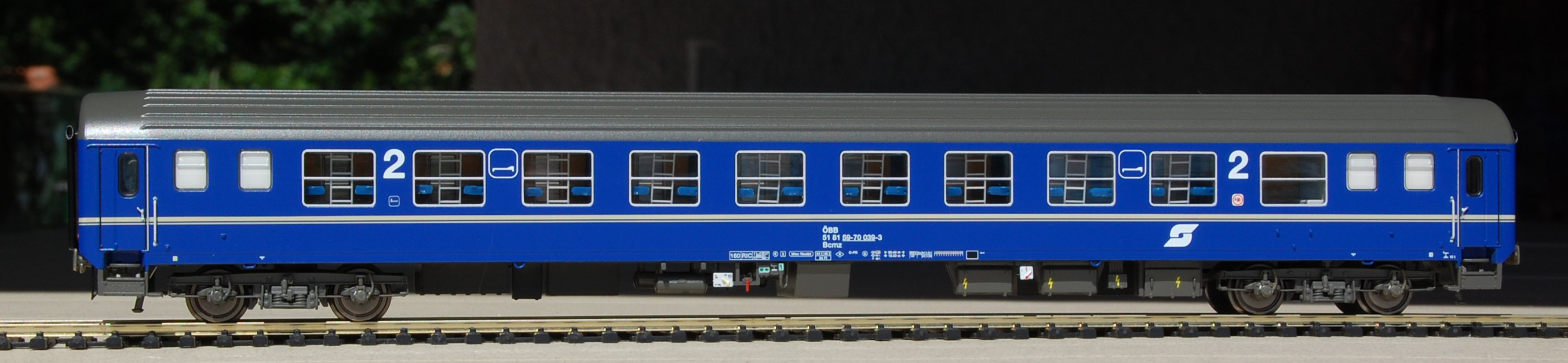
Voiture-couchettes ÖBB Bcmz à 9 compartiments commerciaux et 4 cabinets de toilette.

Les voitures-couchettes suivantes des ÖBB sont apparentées aux Bcm suisses :
- 30 Bcmz 51 81 50-70 000 à 029, 1976, à 10 compartiments à 4 ou 6 couchettes, + 1 pour le service et 2 cabinets de toilettes, construites par Jenbacher Werke AG, Jenbach, Tirol ;
- 60 Bcmz 51 81 59-70 000 à 059, 1981-1982, à 9 compartiments de 6 couchettes, + 1 pour le service et 4 cabinets de toilettes, même constructeur.

Les livrées sont successivement : bleu à bande blanche, gris clair avec zone des fenêtres et bas de caisse bleus, enfin gris et gris clair à toit et bas de caisse rouge.

### Voitures belges
Comme en Allemagne, où furent construites des voitures UIC-X avant la lettre, les deux premières voitures I4 datent de 1960 avant que ces prototypes soient suivis en 1966-1967 par les I4 de série (20 A9 et 20 A4B6). Semblables en de nombreux points au matériel UIC-X, elles sont cependant plus courtes (25,38 m pour les A4B6 et 25,78 pour les A9). À l’inverse, l'appartenance des 45 voitures-couchettes I5 (longues de 26,40 m) au standard UIC-X ne fait point de doutes. À l'instar de quelques voitures allemandes pour trains d’agences, les dix compartiments des voyageurs sont plus grands et celui du personnel de dimensions réduites.

### Voitures espagnoles
Les voitures UIC-X espagnoles, appelées série 8000, ont été importées à partir de 1961 puis construites sous licence allemande. Comme les voitures allemandes, celles livrées en premier possèdent des portes battantes et des fenêtres étroites en 2e classe.

### Voitures italiennes

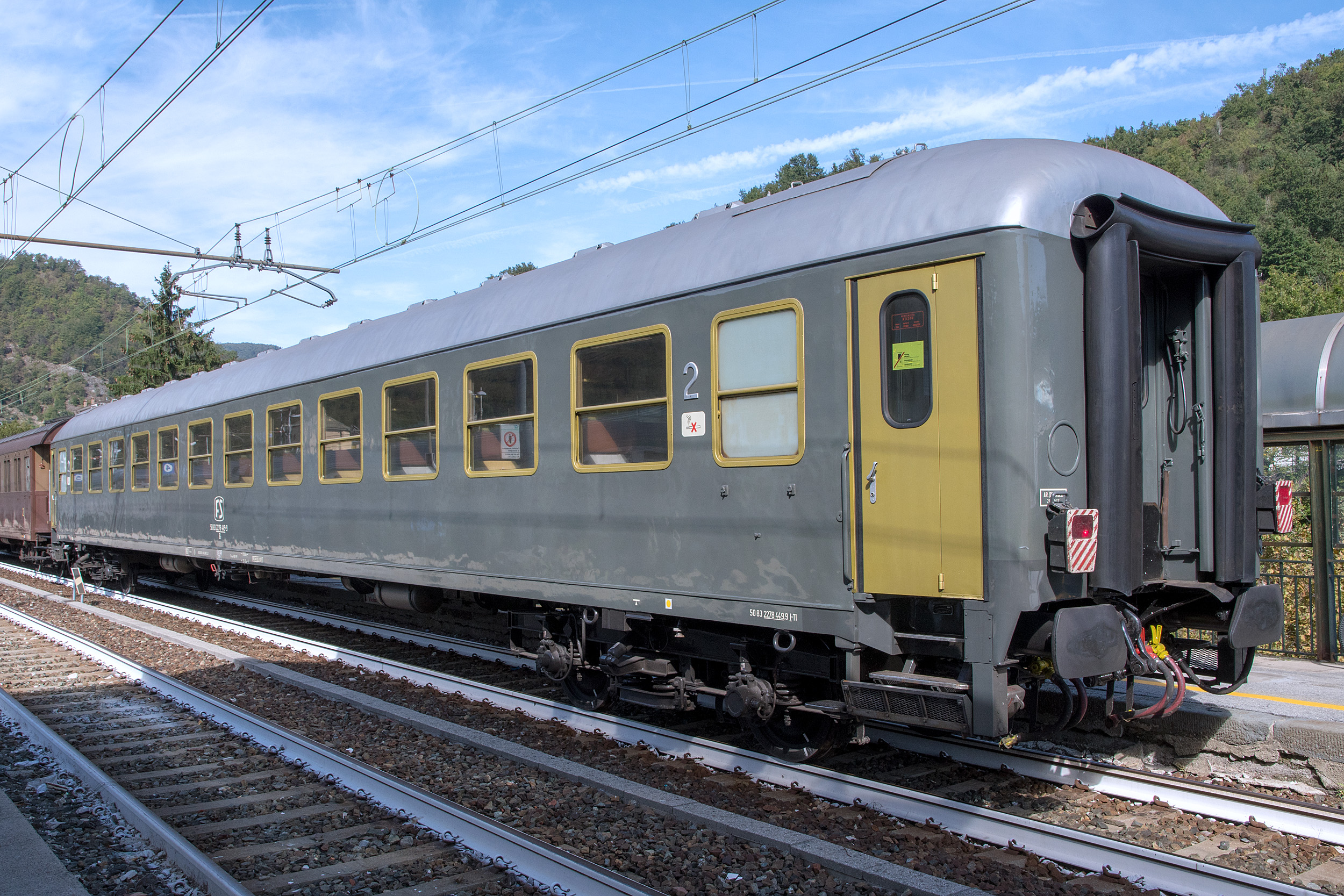
Voiture UIC-X de 2e classe des FS préservée en livrée d'origine.

Les voitures UIC-X italiennes ont été construites sous licence allemande.
On distingue les séries suivantes, selon l'année de commande :
- UIC-X 64 : à portes pliantes Mielich, sans jupe, bogies Minden-Deutz :
  - 135 voitures de première classe (A),
  - 110 AB (5+6 compartiments)
  - 260 B.
- UIC-X 66 & 68 : aération latérale côté couloir, sans jupe :
  - 178 A et respectivement 74 & 415 B, à bogies Minden-Deutz,
  - 252 voitures-couchettes Bc à 11 compartiments et bogies Au24.
- UIC-X 70 : avec jupes livrées de 1972 à 1976 :
  - 123 A, 145 AB et 239 B,
  - 90 Bc : 30 sans jupe mais à bogies Minden-Deutz et prise d'air modifiée (1971-1973), 60 avec jupe (1973-1975).
- UIC-X 75, 
  - à bogies Minden-Deutz : 50 A et 75 B
  - à bogies FIAT : 
    - 50 A, 40 AB et 255 B
    - 30 Bc (11 compartiments) et 30 AcBc (4+6½ compartiments)
- UIC-X 79 & 82 : avec ou sans raidisseurs de toit

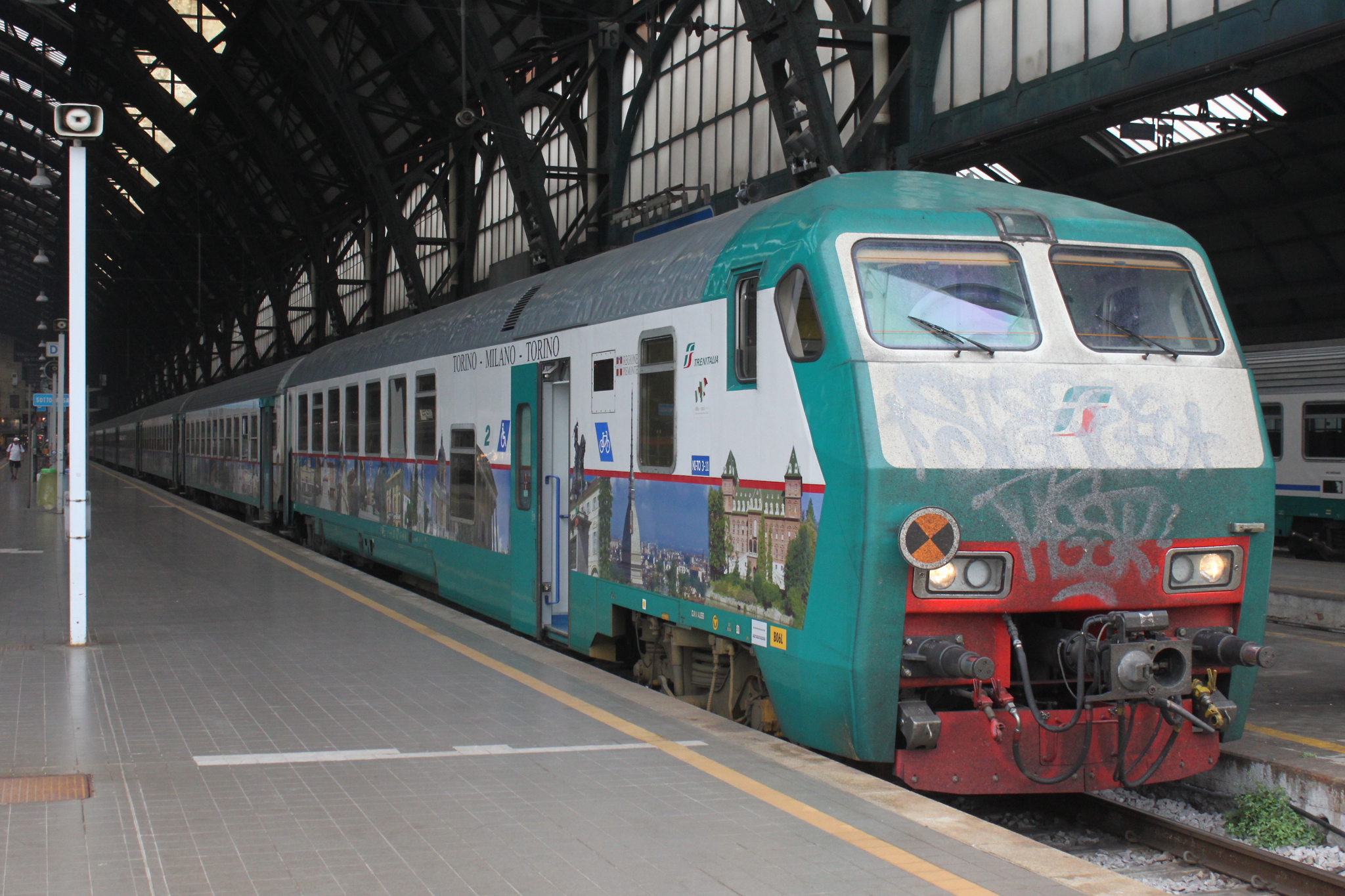
Voiture-pilote UIC-X 2000 R des FS.

  - UIC-X 79 : 175 A et 940 B
  - UIC-X 82 : 45 A et 50 B

Voitures rénovées :
- UIC-X 75 T et 79 T[Note 4] : respectivement 73 et 101 B climatisées.
- UIC-X 95 R : 200 B et 117 voitures-couchettes "Comfort" T4 (8 ou 9 compartiments de 4 places, 1996-2000, 9+2 fenêtres côté couloir, 10+2 côté compartiments), respectivement ex UIC-X 75 à 82 et UIC-X 68 à 75.
- UIC-X 97 R, équipées pour la réversibilité : 40 A et 140 B à salle de 58 et 80 places, respectivement ex UIC-X 64 à 70 et UIC-X 70 à 79.
- UIC-X 98 R : 114 voitures-couchettes "Comfort" T4 (8 ou 9 compartiments de 4 places, 9 fenêtres côté couloir, 10+2 côté compartiments), ex UIC-X 82.
- UIC-X 2000 R : 40 B à salle de 80 places, ex UIC-X 75 à 82. Des voitures-pilote npBDH à plateforme surbaissée avec 7 compartiments de 2e classe, espace PMR et fourgon.

Elles n'ont plus de fenêtres opposées aux toilettes depuis les 95 R (sauf pour les T4 95 R). Les portes sont louvoyantes coulissantes à partir des 97 R.

### Voitures néerlandaises
Aux Pays-Bas, les Nederlandse Spoorwegen ont acquis en 1978 sept voitures-couchettes d'agence Bcm252, transformées en voitures-buffet avec groupe électrogène, cuisine, bar et piste de danse et en 1980 quatre ex-Arm216 de l'allemand Apfelpfeil transformées en voitures-restaurants avec l'installation de compartiments de service et d'un générateur. Ces deux séries roulent sur des trains de nuit et de vacanciers jusqu'au début des années 1990. En 1989-1990, quatre voitures-couchettes Bcm243 sont achetées et transformées en restaurants dotées d'un groupe électrogène. Ces voitures plus récentes ont connu plusieurs propriétaires après l'arrêt des trains de nuit opérés par les NS.
En 2000, pour remplacer du matériel ancien et compenser le départ en révision de voitures récentes, les NS achètent à la DB 150 Bm235 qui sont désignées voitures ICK et roulent jusqu'en 2008. Afin de disposer de voitures de chaque type, elles avaient transformées comme suit :
- Voiture B (seconde classe) : conservation des 12 compartiments d'origine ;
- Voiture A (première classe) : suppression d'une cloison sur deux pour donner 6 compartiments dotées de trois rangées de sièges avec deux portes d'accès ;
- Voiture BD (multiservices) : installation d'un espace doté de strapontins pour les vélos et personnes à mobilité réduite avec une grande porte et une toilette contiguë ; sept compartiments de seconde sont conservés[10].

Entre 2006 et 2010, les NS ont également loué des UIC-X Interregio à la DB : 15 Bim263, 70 Bimz264, 15 Bimdz268 et 16 Aimz261. Elles étaient désignées ICL et n'ont pas fait l'objet de modifications en dehors de leur livrée.

### Voitures suédoises
L'opérateur privé Snälltåget a acquis des voitures ICK des trois types afin de disposer de voitures pour leurs trains de jour après une modernisation poussée en 2017. Seize ont été transformées en Bmpz avec places 74 assises en configuration couloir central et deux BD sont devenues des WRbmz, voitures-restaurant avec cuisine, bar, salle à manger et magasin alimentaire.
En 2020, ils ont acquis dix Bcmz 248 et deux Bvcmz 249, conservant leur aménagement précédent, qui sont utilisées pour des trains de nuit vers Hambourg et Berlin.
En décembre 2022, huit voitures ex-Locomore sont prises en location pour faire face au manque de places assises. Ces ex-ICK hollandaises subissent une modernisation légère avec remise en peinture et conservation des intérieurs.